# فيكتور زوبكوف (كرة سلة)
فيكتور زوبكوف (بالروسية: Зубков, Виктор Алексеевич) مواليد 24 أبريل 1937 في روستوف-نا-دونو، الجمهورية الروسية السوفيتية الاتحادية الاشتراكية - الوفاة 16 أكتوبر 2016، كان لاعب كرة سلة روسي. بدأ مسيرته الاحترافية في سنة 1957. مثّل منتخب بلاده. شارك في دورة الألعاب الأولمبية الصيفية سنة 1956. حقق المركز الأول في بطولة أمم أوروبا لكرة السلة 1957. اعتزل اللعب في 1967.

## الميداليات
| الميدالية | المسابقة                         |
| --------- | -------------------------------- |
| فضية      | الألعاب الأولمبية الصيفية 1956   |
| فضية      | الألعاب الأولمبية الصيفية 1960   |
| برونزية   | بطولة كأس العالم لكرة السلة 1963 |
| ذهبية     | بطولة أمم أوروبا لكرة السلة 1957 |
| ذهبية     | بطولة أمم أوروبا لكرة السلة 1959 |
| ذهبية     | بطولة أمم أوروبا لكرة السلة 1961 |

## روابط خارجية
- فيكتور زوبكوف على موقع الاتحاد الدولي لكرة السلة (الإنجليزية)
- فيكتور زوبكوف على موقع الاتحاد الدولي لكرة السلة (الإنجليزية)
- فيكتور زوبكوف على موقع سبورتس رفرنس (الإنجليزية)
- فيكتور زوبكوف على موقع أوليمبيديا (الإنجليزية)